# Lepper (empresa)

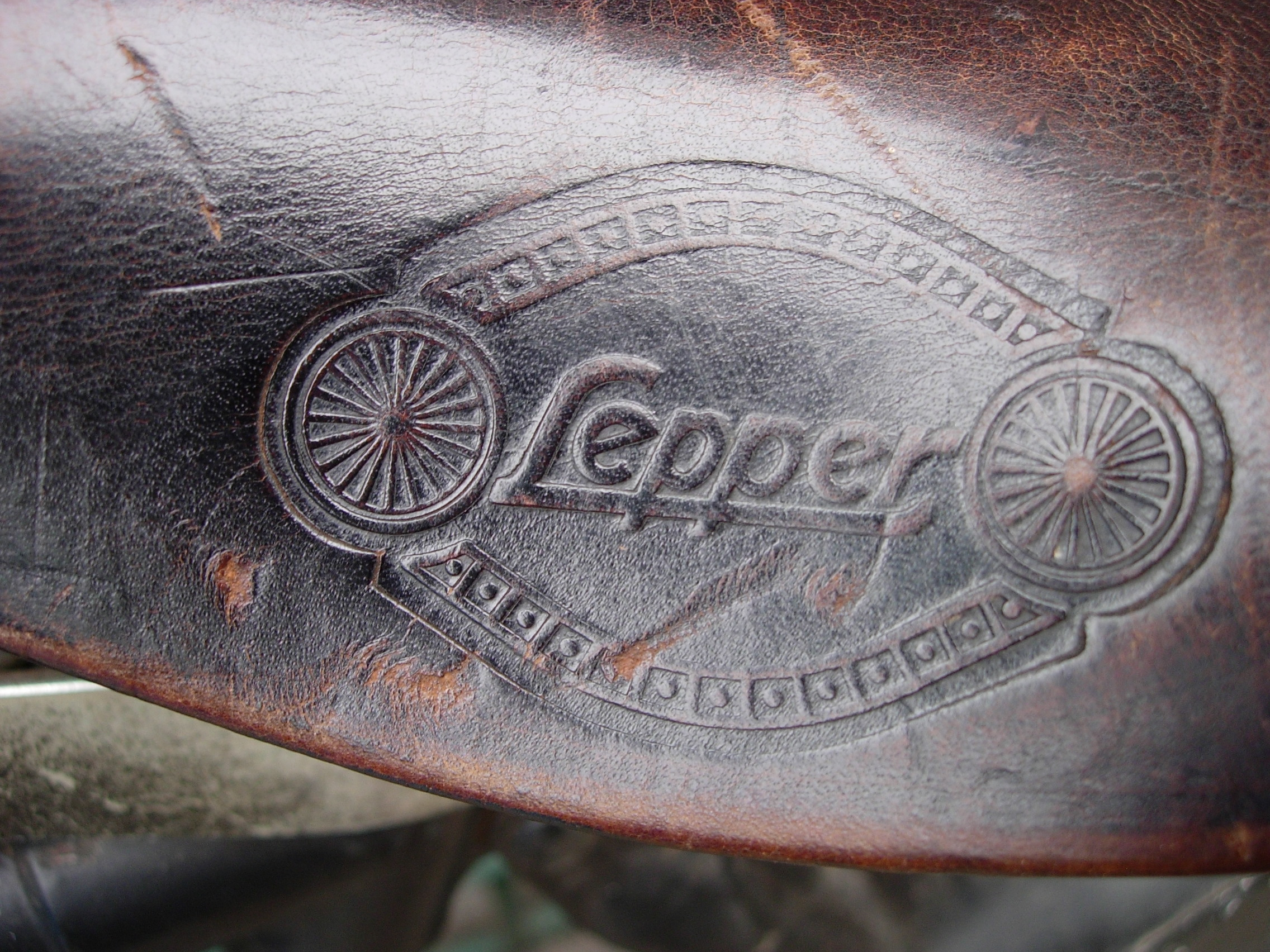
Estampado del emblema de la compañía Lepper en un sillín de bicicleta.

Lepper es un fabricante holandés de componentes de bicicleta, originalmente una empresa alemana.
La compañía se originó en el siglo XIX en la ciudad alemana de Bielefeld. Su fundador Ludwig Lepper comenzó  ahí en 1894 la fabricación bolsos en cuero. En 1897 abrió una fábrica para la producción de sillínes de bicicleta. En unas pocas décadas, había una sucursal en la localidad holandesa de Dieren.  Lepper fabrica partes, accesorios y sillines de bicicleta en cuero y sintéticos, guardabarros y alforjas.
A principios del año 2000,  Lepper no podía seguir el ritmo de su rival, Brooks, y quebró. Algunos de las más grandes fabricantes de bicicletas neerlandesas no podían permitir que esto suceda y decidieron financiar el reinicio de Lepper. Lepper realiza que deben fabricar sillines con una calidad sobresaliente, de lo contrario no podrían vencer a la competencia. Lepper decidió que la mejor forma era hacer todas las piezas de los sillines por cuenta propia, sin importación alguna, al igual que lo hicieran en sus inicios.